# 克罗泽群岛

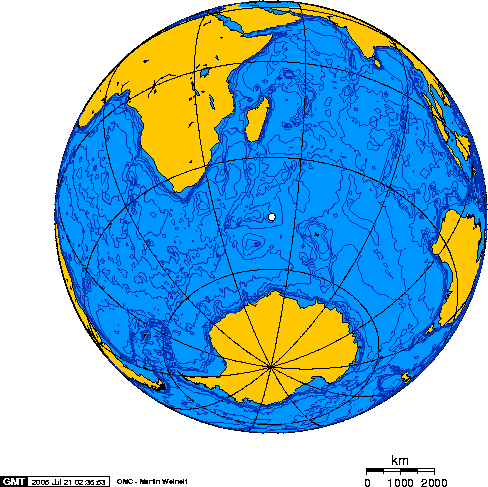
正投影圖

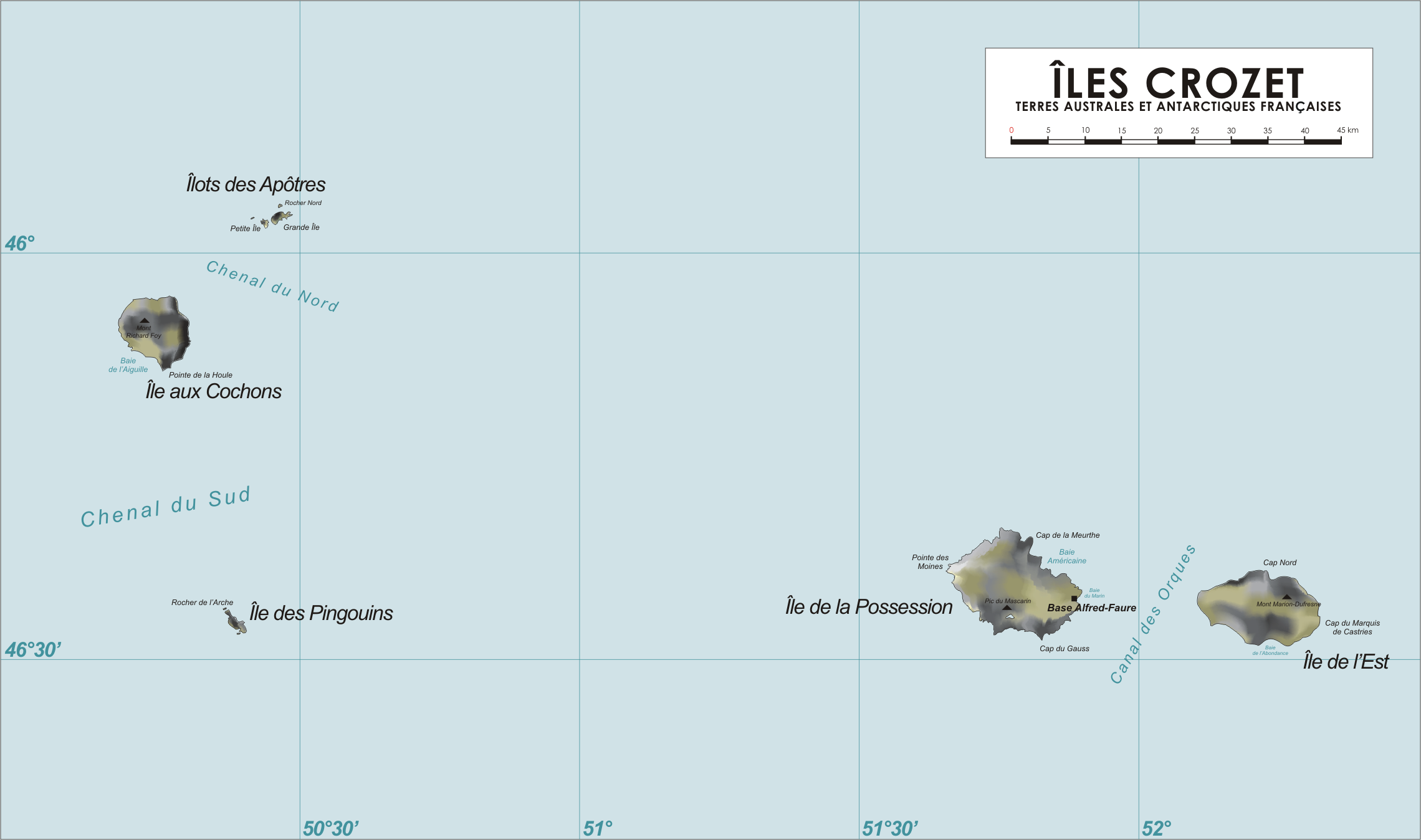
島嶼分佈

克罗泽群岛（Archipel Crozet），是印度洋南部的一组群岛，属于法属南部和南极领地的一部分。该群岛主要由5组火山岛，即科雄島、企鵝島、阿波特爾群島、波塞申島和東島组成，总面积352平方公里，已被法国设立为自然保护区。
克罗泽群岛无常住人口，是企鹅的集聚地之一，共有四种企鹅，还有海豹和虎鲸出没，法国在其上设有观测站。岛上降水量极多，年均下雨天数超过300天，每年风速超过100公里/小时的也有100天。

## 歷史
克羅澤群島於 1772 年 1 月 24 日由法國探險家馬克-約瑟夫·馬里昂·杜弗雷斯納( Marc-Joseph Marion du Fresne ) 的探險隊發現。他的副手儒勒 (Julien-Marie) 在波塞申島登陸，並聲稱該群島屬於法國。
19 世紀初，海豹經常到訪這些島嶼，但到 1835 年，海豹幾乎已絕跡。1804 年至 1911 年間，有 153 艘船隻上島捕海豹，其中 7 艘在海岸上失事。隨後，捕鯨成為島嶼周圍的主要活動，尤其是來自馬薩諸塞州的捕鯨者。1841年，島嶼周圍有十多艘捕鯨船。但捕鯨只維持一段短暫時間，在本世紀餘下的時間裡，這些島嶼已很少有人到訪。
1924 年至 1955 年間，法國將這些島嶼作為馬達加斯加的屬地進行管理。1938 年，克羅澤群島被宣佈為自然保護區。克羅澤群島於 1955 年成為法屬南半球和南極領地的一部分。 1961 年，建立了第一個研究站，但直到 1963 年，阿爾弗雷德福雷永久站才在波塞申島的阿爾弗雷德港開通。研究站有 18 至 30 人（因季節而異）。他們進行氣象、生物和地質研究，並維護地震儀和地磁觀測站（IAGA代碼：CZT）。

## 地質
克羅澤島位於南極洲板塊上，大致位於凱爾蓋朗熱點與馬達加斯加和非洲南部之間。

## 地理
不包括小島或岩礁等，克羅澤群島由六個島嶼組成。從西到東分別為：西部的科雄島、企鵝島 、阿波特爾群島，及東部的波塞申島、東島。
東部和西部組相距 94.5 公里（從企鵝島到波塞申島）。
除了位於波塞申島東側的研究站Alfred Faure外，克羅澤群島無人居住，該研究站自 1963 年以來一直在配備人員。以前的科學站包括 La Grande Manchotière 和 La Petite Manchotière。

### 氣候
克羅澤群島受海洋影響的苔原氣候（柯本氣候分類，ET）。冬季和夏季的月平均氣溫分別約為 2.9 °C (37 °F) 和 7.9 °C (46 °F)。降水量很高，每年超過 2,000 毫米。一年平均有 300 天下雨，一年有 100 天有超過 100 公里/小時（62 英里/小時）的風速。夏季溫度可能會升至 18 °C (64.4 °F)，即使在冬天也很少低於 -5 °C (23 °F)。

### 動植物
這些島嶼是南印度洋群島苔原生態區的一部分，其中包括幾個亞南極島嶼。在這種寒冷的氣候下，植物的生命主要限於草、苔蘚和地衣，而主要的動物是昆蟲，還有大量的海鳥、海豹和企鵝。
克羅澤群島是四種企鵝的家園，數量最多的是馬卡羅尼企鵝，其中約有 200 萬對在島上繁殖，而國王企鵝則有 70 萬對。另外還有東部跳岩企鵝和一小群的巴布亞企鵝。另外還有凱島針尾鴨。其他鳥類包括黑面鞘鳥、海燕和信天翁，包括漂泊信天翁。
生活在克羅澤群島的哺乳動物包括海狗和南象鼻海豹。
克羅澤群島自 1938 年以來一直是一個自然保護區。外來物種的引入對原始生態系統造成了嚴重破壞。
另一個正在進行關注的是過度捕撈的的小鱗犬牙南極魚。

## 流行文化
2012 年的法國電影巴黎御膳房以克羅澤群島的場景作為開始和結束。影片的主人公是一位來自法國佩里戈爾地區的祖母級廚師，作為研究站的廚師，曾是弗朗索瓦·密特朗總統的私人廚師。
在 1978 年的小說《荒涼島》中，虛構的海軍艦艇HMS Leopard在印度洋西南部與冰山相撞而嚴重受損。船員們試圖登陸克羅澤群島進行維修，但他們錯過了島嶼並繼續向東漂流，無法扭轉方向。